# Arduino Roccioletti
Arduino Roccioletti (Chieti, 14 febbraio 1920 – 10 ottobre 1993) è stato un politico italiano.

## Biografia
Di professione insegnante, militò politicamente nelle file della Democrazia Cristiana, fu consigliere comunale a Chieti e sindaco della città dal 1970 al 1976. Fu in seguito presidente della Provincia di Chieti dal 1985 al 1993, anno in cui morì, all'età di 73 anni. 
In sua memoria il consiglio provinciale di Chieti ha poi istituito delle borse di studio da destinare agli studenti meritevoli in matematica.